# Хеллевиг, Йон
Йон Хеллевиг (фин. Jon Hellevig; 26 февраля 1962, Хельсинки, Финляндия — 26 мая 2020, Москва, Россия) — финский политик и предприниматель, кандидат в депутаты Европейского парламента по списку Партии независимости на выборах 2014 года.

## Биография
Родился 26 февраля 1962 года в Хельсинки.
В 1985 году окончил юридический факультет Хельсинкского университета. В 1998 году получил диплом магистра делового администрирования в Национальной школе мостов и дорог (Франция) и аспирантуре факультета международного бизнеса Бристольского университета при Европейском учебном центре KPMG.
До своего приезда в Россию работал в различных должностях в Центральном Банке Финляндии, банке, преемником которого стал нынешний банк «Nordea», а также стал соучредителем частного банка, который в настоящее время называется Mandatum.
Занимался российским правом с начала 1990-х годов. Проработав в течение 5 лет в должности юриста и финансового директора совместного российско-американского предприятия, а затем в должности юриста и финансового директора компании «Армстронг Ворлд Индастриз» (отдел по странам Центральной и Восточной Европы), стал партнёром-учредителем фирмы, которая теперь называется «Хеллевиг, Кляйн и Усов» и входил в состав «Авара Групп». Являлся членом Правления АЕБ (Ассоциации Европейского бизнеса), самой влиятельной бизнес-ассоциации иностранных компаний в России. Специализировался на инвестиционном консультировании, налоговом и корпоративном праве. Будучи управляющим партнёром «Авара Групп» и благодаря своему многолетнему опыту работы в российском бизнесе и знанию русской культуры, также участвовал в стратегическом управлении компаниями и подборе руководителей высшего звена с Авара Директ Сёрч.
Поддерживал политику президента России В. В. Путина и совместно с французом Александром Лаца написал книгу «Путинская Россия как она есть». В мае 2014 года, после заявления финской оперной певицы Кариты Маттила, отказавшейся в знак протеста против политики Путина петь с оркестром, которым дирижировал бы Валерий Гергиев, на его страницах в Фейсбуке появились порицания в адрес певицы, названной «нацистской шлюхой», и угрозы изнасилованием (позже были удалены). Партия независимости 18 мая сообщила, что больше не поддерживает предвыборную кампанию Хеллевига в депутаты Европейского парламента. Позднее Хеллевиг извинился перед певицей. В связи с тем, что снятие кандидатуры задним числом невозможно, Хеллевиг остался в списках для голосования.
Кроме родных финского и шведского, свободно владел английским и русским языками; кроме того, владел испанским, французским и немецким языками на уровне, достаточном для понимания собеседника.
Йон Хеллевиг скончался в Москве 26 мая 2020 года. Известие о кончине получено спустя пять дней.

### Семья
• Дочь — Паулина Хеллевиг (Pauline Hellevig) (род. 10 октября 1995)